# Якты-Ялан (Башкортостан)
Якты-Ялан (баш. Яҡтыялан) — деревня в Кармаскалинском районе Республики Башкортостан Российской Федерации. Входит в состав Адзитаровского сельсовета.

## География

### Географическое положение
Расстояние до:
- районного центра (Кармаскалы): 31 км,
- центра сельсовета (Адзитарово): 5 км,
- ближайшей ж/д станции (Чишмы): 35 км.

## Население
| 2002 | 2009 | 2010 |
| ---- | ---- | ---- |
| 68   | ↘42  | ↗44  |

Национальный состав
Согласно переписи 2002 года, преобладающая национальность — татары (91 %).